# Roi des rois (titre)
Pour les articles homonymes, voir Roi des rois.

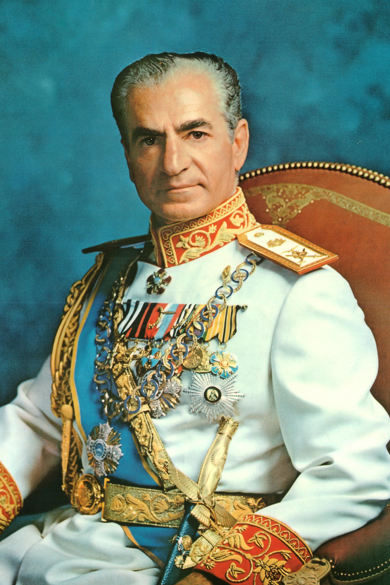
Le titre de roi des rois (« shahanshah ») fut remis au goût du jour par la dynastie iranienne des Pahlavi. Le shah Mohammad Reza Pahlavi fut le dernier souverain iranien à le porter.

Le titre de roi des rois (ou « grand roi ») est un titre honorifique qui fut utilisé par de nombreux souverains au cours de l'histoire. Il trouve son origine dans le Proche-Orient ancien, et il équivaut peu ou prou au terme empereur.
Le premier souverain à faire référence à un tel concept dans son nom est Shar-kali-sharri (« le roi de tous les rois »), à la tête de l'Empire d'Akkad de 2218 à 2193 avant notre ère. Cependant, le premier souverain à faire officiellement usage de ce titre (sous la forme : « šar šarrāni ») est Tukulti-Ninurta Ier, roi d'Assyrie au XIIIe siècle av. J.-C. Ce titre est à prendre littéralement, et s'explique par la division de la région en nombreuses cités-États, chacune ayant à sa tête un roi (« šar »). Lors de la formation de l'empire assyrien, le roi se place au-dessus de toutes les cités-États, devenant dès lors « roi des rois ».
Le titre est repris en Perse (sous la forme : « shahanshah ») sous la dynastie achéménide (Ve – IVe siècles av. J.-C.). Il exprime la prééminence de l'empereur sur les nombreux États vassaux, tributaires ou « protégés ». Le titre « shahanshah » (شاه شاهان) est de nouveau porté officiellement par les souverains iraniens de la dynastie Pahlavi jusqu'au renversement de la monarchie en 1979.
Le terme « roi des rois » est également mentionné dans la bible hébraïque (sous la forme : מלך המלכים - « Melech ha-M'lachim »), appliqué à Nabuchodonosor II (Ézéchiel, 26:7 et Daniel, 2:37) et Artaxerxès (Esdras, 7:12). Il est repris dans le Nouveau Testament (sous la forme : βασιλεὺς βασιλέων - « Basileus basileōn »), appliqué cette fois à Jésus-Christ (Première épître à Timothée, 6:15, et Apocalypse, 17:14, 19:16).
Ce titre de « roi des rois » était également l'un de ceux portés par l'empereur (négus) d'Éthiopie (sous la forme : ንጉሠ ነገሥት - « Nəgusä nägäst » ou « Négus négusti »). En 2009, le dirigeant libyen Mouammar Kadhafi se fait proclamer « roi des rois traditionnels d'Afrique » par un groupe de sept « rois » après son élection à la présidence de l'Union africaine et demande alors aux autres chefs d'État africains de le désigner sous ce titre,.